# Tekeze Dam
Tekeze Dam är en dammbyggnad i Etiopien. Den ligger i den norra delen av landet, 500 km norr om huvudstaden Addis Abeba. Tekeze Dam ligger 1 075 meter över havet.
Terrängen runt Tekeze Dam är huvudsakligen kuperad, men åt sydost är den platt. Tekeze Dam ligger nere i en dal som går i nord-sydlig riktning. Runt Tekeze Dam är det ganska tätbefolkat, med 52 invånare per kvadratkilometer. Trakten runt Tekeze Dam består i huvudsak av gräsmarker.